# The Incredible Hulk: Ultimate Destruction
The Incredible Hulk: Ultimate Destruction es un videojuego beat 'em up, acción-aventura y mundo abierto desarrollado por Radical Entertainment y basado en Hulk de Marvel Comics. El juego fue lanzado el 24 de agosto de 2005 en los Estados Unidos y el 9 de septiembre de 2005 en Europa.

## Jugabilidad
El jugador controla a Hulk en un entorno mundo abierto en el que el jugador puede visitar la mayoría de los lugares e interactuar con el entorno sin participar en misiones. Los  jefes del juego incluyen Devil Hulk y  Mercy, y el villano principal del juego es  Abomination.
Con "Movimiento imparable" significa que Hulk puede correr a través de paredes y otras superficies verticales, escalar cualquier pared hundiendo sus dedos en el concreto y saltar grandes alturas y distancias bajo el control del jugador. Las habilidades de combate de Hulk también reflejan este aumento de poder; los automóviles y los autobuses simplemente son aplastados, mientras que los ataques completamente cargados arrojarán al aire vehículos, enemigos y peatones desafortunados. En su momento más poderoso, Hulk puede realizar uno de los cinco ataques devastadores ultrapoderosos diferentes, incluido el Golpe atómico crítico y el Trueno crítico. Estos ataques pueden eliminar a los enemigos en un radio de varios bloques, aplanar edificios enteros y causar una gran cantidad de daño a los enemigos.
El juego incluye el talento de voz de Ron Perlman, Richard Moll y Neal McDonough, que repitió su papel de Bruce Banner, que comenzó en 1996  Serie animada "Incredible Hulk". También marca el debut de Fred Tatasciore como la voz de Hulk, un papel que ha reproducido en numerosos videojuegos, series animadas y películas animadas directas a video.
Los jugadores pueden desbloquear diferentes versiones de Hulk, incluyendo Joe Fixit, Gray Hulk, The Abomination y una versión en la que Bruce no se transforma en Hulk, pero aún contiene su ira y sus poderes. Los jugadores también pueden desbloquear pantalones cortos de diferentes colores.

## Argumento
El prólogo del juego revela que Bruce Banner se exilió en una cabaña en las tierras baldías estadounidenses mientras intentaba crear una máquina para curarse, transformándose en Hulk y desahogándose en un área donde no puede poner en peligro a personas inocentes. Banner avanza poco en la máquina y su salud se deteriora rápidamente. Sin embargo, el amigo de Banner Doc Samson contacta a Banner y le pide que vaya a su escondite donde pueden construir la máquina juntos, pero Banner se niega, ya que no quiere poner en peligro a nadie.
De repente, la cabina de Banner es destruida por un misil. La División, una rama especializada de la NSA que se ocupa de la amenaza de humanos mutantes, está atacando. La División está dirigida conjuntamente por el odiador mutante psicótico  Emil Blonsky y el antiguo enemigo General de Hulk Thunderbolt Ross. Banner se transforma en Hulk, golpea fácilmente a sus asaltantes y escapa al escondite de Sansón en una iglesia apartada. Cuando Ross regaña a Blonsky por permitir que Hulk escape, Blonsky toma impulsivamente un bote biológico de los restos de la cabina de Banner y es lanzado por una dosis masiva de rayos gamma.
A medida que avanza el juego, Samson usa un dispositivo especial para controlar a Hulk a través de sugerencia post-hipnótica, y lo envía a varios recados a la ciudad y las tierras baldías, ya sea para ayudar a construir la máquina o para obstaculizar el crecimiento cada vez mayor presencia de la división. El tiempo se acaba, ya que una nueva personalidad más oscura está tomando lentamente el control de la mente de Banner.
Mientras tanto, la animosidad mutua de Ross y Blonsky se convierte en hostilidad abierta, debido al creciente comportamiento paranoico e irracional de Blonsky, especialmente por sobrepasar su autoridad para asegurar un misterioso prisionero, "Directiva de Misión", en la instalación secreta de investigación militar conocida como la Bóveda . Después de una discusión con Ross, Blonsky pierde el control y se transforma en una enorme criatura similar a un reptil. Habiéndose convertido en lo que odia, un mutante, Blonsky se llama a sí mismo la Abominación. La Abominación se desenfrena hasta que llega Hulk, luego dice: "Banner, ¿qué me hiciste loco? Me has convertido en una Abominación". Aunque la Abominación es la más fuerte de las dos, su transformación no es completamente estable, y Hulk lo golpea en combate y lo golpea contra la pared, haciendo que la pared caiga sobre Blonsky. Cuando termina la batalla, Blonsky se transforma a su forma humana antes de que sus hombres puedan llegar y culpa a Hulk del alboroto de la Abominación.
Cuando Hulk es enviado a buscar barras de combustible de una planta de energía nuclear para alimentar la máquina, encuentra al guardaespaldas de Blonsky, Mercy, esperándolo. Las dos batallas, y cuando Hulk emerge triunfante, Mercy revela que no tuvo más remedio que seguir las órdenes, ya que Blonsky ha colocado un dispositivo de rastreo en su cráneo y está monitoreando cada movimiento. Mercy intenta revelar a Hulk la verdadera identidad de la Directiva de misiones y por qué Blonsky está tan obsesionada con ella, pero antes de que pueda, Blonsky ordena un ataque aéreo en el área. Mercy es asesinada y mientras Banner escapa con su vida, el estrés de la situación pasa factura y su malvado alter ego, el Devil Hulk, comienza a emerger.
Bajo la influencia del Diablo Hulk, Hulk destruye edificios civiles, matando a muchos inocentes, bajo la ilusión de que Sansón le ordena destruir las ubicaciones de la División. Cuando Samson envía a Hulk en una misión para recuperar un paquete del cuartel general de la División, lo atraen a una emboscada, ya que se revela que Samson ha estado conspirando con Ross, temiendo la amenaza de un Hulk fuera de control. Ross se enfrenta a Hulk en un gigantesco mech Hulkbuster, que Hulk destruye. Al no tener otra opción, Samson pone a Hulk a dormir con su dispositivo hipnótico.
Banner es llevado a la Bóveda, donde Blonsky se prepara para abrir la mente de Banner, ya que se ha obsesionado con descubrir el secreto para controlar las transformaciones basadas en gamma. La agonía de su interrogatorio extrae el poder del Diablo Hulk una vez más, y Hulk se libera. Cuando Blonsky es arrinconado por Hulk, el estrés hace que se convierta en la Abominación nuevamente, y su identidad se revela frente a toda la División. Culpando a Hulk por arruinar su vida, la Abominación huye de la Bóveda, al igual que Hulk.
De vuelta en la iglesia, Banner se enfrenta a Samson por traicionarlo, pero lo perdona cuando Samson revela que utilizó el cautiverio de Banner como una distracción para asegurar un componente vital de la máquina. Sin embargo, antes de que se pueda completar la máquina, Ross descubre la iglesia y ordena que sea destruida. Hulk defiende a la iglesia mientras Sansón hace los ajustes finales. Ahora Banner viaja a su propia psique torturada para derrotar a su demonio interior. Devil Hulk se burla de Hulk, llamándolo un niño asustado que llora para ser amado, pero Hulk se mantiene firme diciendo "Hulk no tiene miedo, Hulk es el más fuerte que existe", venciendo a Devil Hulk en combate y desterrándolo de la mente de Banner.
Emil Blonsky no es tan afortunado. Desterrado de la sociedad despojado de su dignidad y posición, le suplica a la Abominación que le devuelva la vida. En cambio, la Abominación apela a la obsesión de Blonsky con la Directiva de Misión, diciendo que será la única forma de vengarse. Luego muta a una versión más grande y mucho más fuerte de la Abominación y se dirige a las tierras baldías. La Abominación vuelve a entrar en la Bóveda, destruyendo todo a su paso. Hulk lo sigue, esperando una pelea, y se sorprende al encontrar a un Blonsky desconsolado acunando el cadáver de una mujer muy mutada.
Llorando, Blonsky revela que la Directiva de la Misión era su esposa embarazada, Nadia. Al principio de su embarazo, Nadia fue diagnosticada con cáncer de ovario, y Blonsky la expuso a la radiación gamma con la esperanza de curarla. En cambio, la transformó en una mutante acuática, y sus razones para perseguir obsesivamente a Hulk tenían la esperanza de aprender a controlar la transformación y cambiar su espalda. Banner trata de consolar a Blonsky, pero Blonsky, después de haber perdido todo lo que amaba, culpa a Banner por su miseria y se transforma de nuevo en la abominación altamente mutada. Prometiendo "devolver el favor mil veces", la Abominación se dirige a la presa local, ya que durante su mandato con la División Blonsky dedujo que la destrucción de la presa destruiría la ciudad antes de que pudiera ser evacuada.
Tanto las fuerzas de la división de Hulk como de Ross persiguen la abominación, y tienen una batalla final sobre la presa. Después de ser derrotado por Hulk, la Abominación juega su carta final. "No ganaste, Banner. Nadie gana cuando estás involucrado. Cuando imprimen la edición de la mañana, ¿sabes lo que el titular va a decir?" "No hay sobrevivientes". "Con un susurro final de" Nadia ... ", la Abominación destroza la presa, desaparece debajo de la enorme pared de agua y presumiblemente se ahoga. Sin embargo, a Blonsky se le niega incluso una victoria pírrica, ya que Hulk crea un deslizamiento de tierra para detener el flujo de agua, salvando la ciudad justo a tiempo.
A pesar de este acto heroico, Ross se encarga de que el mundo culpe a Hulk por la destrucción de la presa. Samson lamenta este giro de los acontecimientos, ya que él y Banner tuvieron casi éxito en curar a Banner. Samson ofrece su ayuda nuevamente, pero Banner lo rechaza, ya que el mundo nunca confiará en Hulk, y él se va por su cuenta. El juego termina cuando comienza, con Hulk arrasando sin pensar a través de las tierras baldías.

## Recepción
"The Incredible Hulk: Ultimate Destruction" recibió críticas generalmente favorables en todas las plataformas de acuerdo con el sitio web  review aggregation Metacritic. Sigue siendo el videojuego independiente de Hulk más popular y bien recibido hasta la fecha.
GameSpot elogió los gráficos, el sonido, las peleas de jefes, los movimientos y la personalización de armas del juego, pero criticó la historia corta, la IA del enemigo y la dificultad. IGN elogió con entusiasmo los gráficos y la jugabilidad del juego, afirmando: "El conjunto de movimientos hace que Spider-Man 2 se vea como Super Mario Bros. y las peleas de jefes están entre las más satisfactorias de este año. Sin embargo, la variedad de misiones podría haber sido mejor."
CiN Weekly le dio una puntuación de 93 sobre 100 y lo calificó como "un juego casi infinitamente entretenido con toneladas de diversión y destrucción gratificante". Maxim le dio un puntaje de ocho de diez, elogiándolo por "un modo de historia convincente, escrito por el ex escriba de Hulk" Paul Jenkins, quien le da al tipo grande una razón para usar sus considerables habilidades de aplastamiento".  The Sydney Morning Herald  también le otorgó cuatro estrellas de cinco y declaró que "Si bien las batallas pueden volverse extremadamente repetitivas, la mayoría de los jugadores se divertirán monstruosamente". The Times también le dio a la versión de PS2 cuatro estrellas de cinco y declaró: "Recoger helicópteros del cielo puede ser inmensamente satisfactorio, al igual que agarrar un puñado de árboles para lanzarlos como dardos, malditos las consecuencias."